# Сара Райх
Сара Райх (англ. Sarah Reich, 24 травня 1989) — американська танцюристка, хореограф та виконавиця чечітки.
У 15 років вперше представлена часописом Dance Spirit Magazine у статті «20 Hot Tappers Under 20» та відзначена, як «25 To Watch» у тому ж часописі 2009 року.
З того часу Сара була запрошена як виконавець, хореограф та інструктор в більш ніж 40 країн. На каналі FOX брала участь, як запрошений виконавець, у 8 та 11 сезонах шоу «Ти вважаєш, що вмієш танцювати?» (англ. So You Think You Can Dance) та виступала на відкритті сезону 2013—2014 Нью-Йорк Нікс у Медісон-сквер-гарден.
На додаток до міжнародних турів та гучних телевізійних виступів, Сара мала честь виступати на найпрестижніших майданчиках Лос-Анджелеса, таких як The Hollywood Bowl, The Ford Amphitheatre, The Greek Theater із мексиканською поп-зіркою, Крістіаном Кастро та в Театрі Кодак із великим Гербі Генкоком.
Разом із Меліндою Салліван Сара створила навчальний танцювальний проект Tap Music Project.
Щотижня для громади Лос-Анджелеса Сара організує навчальний клас/чечітковий джем, що зветься Monday Night Tap Experience.
Сара Райх відома, як запрошений виконавець у проекті Postmodern Jukebox, з яким гастролювала у США та Європі в 2015 і 2016 роках.